# Creurgops dentatus
Creurgops dentatus là một loài chim trong họ Thraupidae.